# Srđan Mrkušić
Srđan Mrkušić (Podgora, 26. svibnja 1915. – Beograd, 30. listopada 2007.), hrvatski je bivši nogometaš, reprezentativac Jugoslavije i šumarski inženjer. 

## Nogometna karijera

### Klupska karijera
Poznat je bio kao "treći branič" odnosno "treći bek", jer se nije bio zadržavao na vratarskoj crti, nego je često istrčavao i ispucavao loptu kao još jedan zadnji igrač, branič.
Nogomet je zaigrao u splitskom AŠK-u, iako su se njegovi roditelji protivili, smatrajući to igrom koja nije za fine ljude. Očeva je riječ presudila te je Mrkušić zaigrao nogomet.
Mrkušića je uočio legendarni Hajdukov trener Luka Kaliterna koji ga je 1934. doveo u Hajduka. 
Za Hajduka je igrao jednu sezonu, nakon čega je otišao u beogradski BSK. I nakon Drugog svjetskog rata je ostao u Beogradu, igrajući za Milicionara, a potom je otišao u Crvenu zvezdu. Sa Zvezdom je osvojio jedno prvenstvo i 3 jugoslavenska kupa. Na svojoj oproštajnoj utakmici 9. rujna 1953. godine već je bio ušao u 39. godinu života te je tada bio najstariji igrač koji je ikad igrao u prvoligaškom susretu bivše Jugoslavije.

### Reprezentativna karijera
Za reprezentaciju Jugoslavije je igrao prije i poslije Drugog svjetskog rata i odigrao 11 utakmica. Prvi je put nastupio 1941. godine na utakmici protiv nogometne reprezentacije Mađarske (1:1) u Beogradu, 23. ožujka 1941. godine a ta je utakmica bila posljednja utakmica Jugoslavije pred Drugi svjetski rat. Mnogo je pomogao u kvalifikacijama za svjetsko prvenstvo 1950. godine. Sudjelovao na Svjetskom prvenstvo u nogometu 1950. godine u Brazilu. Od reprezentacije se je oprostio 1950. godine u Beču, 8. listopada, na utakmici protiv nogometne reprezentacije Austrije (2:7), oslobodivši mjesto novoj vratarskoj legendi, Vladimiru Beari.
Nakon što je prestao igrati nogomet, ostao je živjeti u Beogradu sve do kraja života.

## Priznanja

### Klupska
BSK
- Prvak Jugoslavije (1): 1938./39.

Crvena zvezda
- Prvak Jugoslavije (1): 1951.
- Kup maršala Tita (3): 1948., 1949., 1950.

## Zanimljivosti
- Diplomirao je hortikulturu na beogradskom sveučilištu. U nogometu je ostao i kroz posao: angažirao se na održavanju i izgradnji nogometnih igrališta.
- Godine 1945. igrao je za nogometnu selekciju NR Srbije.